# Ikebana
Sama riječ ikebana može se prevesti kao cvjetni aranžman ali i kao živi cvijet. Prava ikebana uveliko se razlikuje od običnog aranžmana. Osnovna je razlika između aranžmana i ikebane u duhovnoj pozadini iz koje proizlazi slaganje cvijeća i koja aranžmanu daje pravi izraz. Religiozni cilj ikebane je neka vrsta puta prema spoznaji. Budistički svećenici aranžirali su cvijeće prilikom službe kod oltara. Odatle su se i razvili različiti stilovi ikebane. Buda uči da je čovjek u svojoj biti istovjetan sa svime u prirodi i da se ta božanska istina otkriva samo putem spoznaje. Taj put spoznaje naziva se kado što znači put istine. Kad Japanac promatra cvijet on u njemu vidi prirodu, snagu Zemlje i blagoslov Sunca. Osjećaj harmonije u svemu živome je smisao ikebane. Tokom vremena ikebana je izgubila mnogo od religioznog značenja a posebno se značenje pridaje proučavanju prirode. Ikebana se temelji na ljubavi prema liniji, koja je tipično obilježje japanske umjetnosti. 

## Povijesni razvoj ikebane
Do 6. stoljeća u Japanu je vladao šintoizam, prirodna religija čiji je simbol bio oblikovan u slavoluk. Godine 525. iz Kine preko Koreje u Japan prodire budizam, međutim ni on nije istisnuo šintoizam. U budističkim hramovima nalaze se velike i stalne cvjetne žrtve (kuge) koje su uređene u trostrukom nizu. Broj tri, trokut, uvijek se nalazi u srcu ikebane. Redovnik Senmo prinio je u hramu Rokakudo, u Kyotu, bogu zaštitniku princa Shotokua cvjetnu žrtvu posebna oblika. On je cvijeće složio na poseban način od kojeg je nakraju nastao najstariji oblik ikebane nazvan isprva tatebana a kasnije rikka (uspravno cvijeće). Riječ je o strogo uspravnim granama koje se uzdižu iznad velikih brončanih vaza. Ujedinjuje se osam grana oko jedne glavne grane, koja visoko strši u sredini i predočava nebo shin. Rikka je u osnovi trokutna a pokazuje čudo prirode.Ti aranžmani potječu od zamisli da cvijeće treba aranžrati tako da predočava Shumisen svetu planinu svih poklonika budizma. U rikki se borovo drvo visine 1.5 do 2 m. uvijek smješta u središte vaze. Drvo predočava ljepotu japanskih predjela. Osim bora za aranžmane rikke najvažniji su cedar, čempres i bambusova trska. Senmo je podučavao i druge redovnike svom načinu slaganja cvijeća, pa i danas postoji škola ikebane koja se zove Ikenobo ikebana po hramu u kojemu se nalazi. Rikka se danas smatra antičkim oblikom umjetnosti. U 12. stoljeću na religiozni život u Japanu utječe zen, iz kojeg se razvila budistička sekta zen (škola meditacije) koja je smisao čovjeka tražila u apsolutnoj harmoniji s temeljem svijeta, uz potpuno odricanje od vlastitog ja. Tada nastaje novi oblik ikebane nazvan seika. Ti su aranžmani manji i jednostavniji a prema određenim pravilima slažu se samo 3 određene grane. Stvaralačke principe Seike predočava po jedna grana: prva je nebo, druga Zemlja a između njih se nalazi ona treća grana koja je simbol čovjeka. U 16. stoljeću u vrijeme nastajanja čajana, majstori u pripremanju čaja dali su slobodniji izraz svojim kompozicijama bilja. Nastaje novi stil ikebane, koji se naziva nageire ili heike što znači ubačeno cvijeće. Slaže se rahlije i u visoke vaze. Nageire pridaje posebno značenje naturalizmu ili mogućnosti da aranžer napravi kompoziciju koja nagoviješta prirodan rast cvijeća. Usporedno s tim stilom uvedena su i tri pravila:
- Stabljika stoji odvojeno kako bi došao do izražaja njezin prirodni rast
- Stabljike i grane mogu se križati ako su prirodno velike
- Nageira pridaje veliko značenje ne samo dijelovima nego cjelini aranžmana, a da bi se poboljšao dojam dobro napravljene cjeline mogu se odrezati neki listovi, grane čak i cvjetovi.

Osnovna zamisao uvijek je naglašena. Nageire je jednostavan i prirodan način aranžiranja kojemu je svrha naći i izraziti prirodnu ljepotu bilo čime što je pri ruci. U 19. stoljeću nastaje moribana (nagomilano cvijeće). Aranžmani se slažu u plitkim posudama, a jer prate prirodan oblik rasta nazivaju se i cvjetni grm. Rabi se obilje lišća i cvijeća. Moribana oponaša prirodu, težeći tome da u minijaturnome obliku prikaže neki dio prirode ili vrt. Moribana je stil koji dopušta da do izražaja dođe individualnost biljke i umjetnika, samo se uvijek mora paziti da budu jasni odnosi između tri glavne grane. Osim osnovnog oblika moribane postoje izvrnuti, kosi i viseći oblik. Prva glavna grana viri iz posude prema van. Linija aranžmana ne smije biti kruta nego mora padati u blagom luku. Drugu glavnu granu treba dosta skratiti i postaviti je sa strane ispred shin grane. Treća je glavna grana postavljena najviše, kratko je rezana, nalazi se iznad točke učvršćenja i treba djelovati grmoliko. Oblici moribane mogu se mijenjati na razne načine jer nema pravila koja propisuju koliko dijelova treba iskoristiti pri slaganju.

## Kompozicija ikebane
Kompozicija ikebane je linearna i sastoji se od najneobičnijih grana. Nijedan se aranžman ikebane ne može prihvatiti ako na neki način ne nagoviješta i godišnje doba i neprestani rast biljaka koje se rabe u tu svrhu. 
- Rabi se sljedeći materijal:
- Za prošlost: rascvjetali cvjetovi, plodovi i suho lišće
- Za sadašnjost: polurascvjetali cvjetovi ili već oblikovani listovi
- Za budućnost: pupoljci, koji nagovještaju život

Izrađuju se razne vrste aranžmana ovisno o godišnjem dobu i prigodi. Proljetni aranžmani su puni razdraganih linija, ljetni su bogati i raširenih grana, za jesen prorijeđeni i raštrkani a za zimu sneni i pomalo sjetni aranžmani. Japanci najviše vole cvijeće koje u vrijeme aranžiranja raste u vrtu, šumi ili polju. Najomiljeniji su zatvoreni pupoljci.

## Osnovni principi slaganja ikebane
Umjetnost slaganja ikebane temelji se na svojim pravilima s obzirom na liniju, ritam i boji kao sredstva za dočaravanje biljnog rasta. Naglašeni su principi aranžiranja 3 glavne linije a to su nebo, zemlja i čovjek. To je osnova ikebane. Najznačajnija linija je stabljika koja simbolizira nebo. Ta stabljika je središnja linija cijelog aranžmana. Duljina nebeske grane mora iznositi jedan i pol do dva promjera posude (moribana), plus jedna visina posude, odnosno jedna i pol do dvije visine posude (nageira). Čovjekova grana duga je tri četvrtine nebeske grane, dok treća glavna grana, grana Zemlje iznosi polovicu nebeske grane. Za slaganje i postavljanje grana postoje različita rješenja. U školama ikebane (kojih u Japanu ima mnogo) uče se tzv. osnovne forme. Najprije se učvrsti prva glavna grana shin. Grana mora težiti prema gore, lagano povijena ulijevo. Druga glavna grana mora podupirati prvu, dolazi na lijevu stranu aranžmana i to 40 do 45 stupnjeva nagnuta prema naprijed. Treća grana mora uspostaviti ravnotežu i zbog toga se postavlja nadesno otprilike 70 do 75 stupnjeva. Zamislimo li točke između grana one će tvoriti raznostranični trokut. Sve grane moraju biti dobro učvršćene u držač kako bi izgledalo da sve stabljike rastu iz istog mjesta. Prije aranžiranja ispituje se oblik i veličina posude u kojoj će se aranžirati jer o njezinoj veličini ovisi duljina grana. Većina grana ili cvjetova imaju suvišne dijelove koje treba odrezati. Da bi cvijeće ostalo dulje svježe Japanci koriste metodu mizuriki ili kosi rez. Na taj se način izbjegava ulazak zraka u stabljiku pa stabljika bolje upija vodu.

## Ikebana u životu suvremenog Japanca
Ikebana je sastavni dio duhovnog života Japanca. Ta se umjetnost slaganja cvijeća uči u školi. Prilikom ispita uvijek je u središtu pažnje duhovni odnos prema ikebani a zatim osnovna pravila i vještine. U tipičnim japanskim prostorijama za dnevni boravak postoji tokonomo niša u koju se često postavljaju veliki aranžmani. Ako nema tokonoma na posebne police postavljaju se manji kosi ili viseći aranžmani. Prostorije za dnevni boravak namještene su na zapadnjački način i ukrašavaju se ikebanama. Nakon 2. svjetskog rata razvija se slobodni stil. On povezuje naturalistički i apstraktni stil. Za aranžmane tih dvaju stilova rabi se biljni materijal poštujući njegovu ljepotu i bit kvalitete svakog materijala. Slobodni stil pruža neograničene mogućnosti. Pri izradi aranžmana ne poštuju se pravila slaganja. Takva djela postavljaju se u velikim predjelima poput banaka, hotela itd. Moderni umjetnici pak misle da su potrebni novi nekonvencionalni oblici izražavanja kojima se mogu izraziti misli i osjećaji čovjeka modernog doba te novi pogledi i način života. Ikebana je u Japanu priznata umjetnost i razvija se usporedno s ostalim granama stvaralačke umjetnost.